# ジョエル・リフキン
ジョエル・リフキン（英語: Joel David Rifkin、1959年1月20日 - ）は、アメリカのシリアルキラー。 1994年に、1989年から1993年の間の9人の女性の殺害で203年の懲役刑を宣告された。実際にはその期間にニューヨーク市とニューヨーク州ロングアイランドで最大17人を殺害したと考えられている。彼はブルックリンとマンハッタンで売春婦を拾うことが多かったが、住んでいたのはロングアイランドの郊外の町、イーストメドウであった。

## 幼少期
リフキンの生母は20歳の大学生、生物学上の父親は24歳の大学生で退役軍人であった。生まれて3週間後の1959年2月14日に、ロングアイランド州に住む中流階級の夫婦に養子に出された。彼の養父、ベンジャミン・リフキンはロシア系ユダヤ人の子孫で、スペイン系の養母、ジャンヌ（グラネル）は、結婚時にユダヤ教に改宗していた。
学習障害のために成績はふるわず、社会的スキルが乏しいが故に人気者とは言えない幼少期だった。1977年にイーストメドウ高校を卒業すると、ナッソーコミュニティ大学、ニューヨーク州立大学、ブロックポート、ニューヨーク州立大学ファーミングデールに通ったが、学位を得ることはなかった。その後起業し、造園業を始める。

## 犯行
最初の犯行は1989年で、自宅でヘイディ・バルチを暴行の上、絞殺し殺害した。バルチの体を解体し、彼女の歯と指先を取り除くと、頭をペンキ缶に入れた。ペンキ缶はニュージャージー州ホープウェルのゴルフ場の森の中に、足はさらに北に遺棄し、残りの胴体と腕はニューヨーク市周辺のイーストリバーへ捨てた。遺体がバルチのものであることは2013年まで特定されなかった。
その後4年間で、彼はさらに16人の女性を同様に殺害したと推定される。1993年の逮捕の後、彼はバルチの殺人事件に関与していたと認められ、2013年になって漸くリフキンが最初に殺したと話した女性がヘイディ・バルチという売春婦であると確定された。
警察がリフキンを捕らえたきっかけは、1993年6月28日、ニューヨーク州警察が後部ナンバープレートなしのマツダのピックアップトラックを運転しているのを発見したことである。カーチェイスはニューヨーク州ミネオラまで続き、後に被告人席に座ることとなる裁判所の正面の電柱に衝突してようやく終わりを告げた。警察がトラックの後ろからの悪臭の発生源を確認したところ、最後の犠牲者22歳の売春婦ティファニー・ブレシアーニの死体を発見した。
リフキンは裁判で、彼は1994年に9つの第2級殺人の罪で有罪判決を受け刑務所で死を迎えるまで最長で203年の刑を言い渡された。彼の仮釈放の申請は最も早くて2197年2月26日。
| 犠牲者                             | 備考                                                   |
| ---------------------------------- | ------------------------------------------------------ |
| ハイジ "スージー"バルチ、25        | 1989年に見つかった。 2013年4月まで未確認               |
| ジュリーブラックバード             | 見付からないまま                                       |
| バーバラ・ジェイコブス、31         |                                                        |
| メアリーエレンデルーカ、22         |                                                        |
| ユンリー、31                       |                                                        |
| "ナンバー6"                        | 識別されず、見付からないまま                           |
| ロレーヌオルヴィエート、28         |                                                        |
| メアリーアンホロマン、39           |                                                        |
| "ナンバー9"                        | 身元は不明のまま                                       |
| アイリスサンチェス、25             |                                                        |
| アンナロペス、33                   |                                                        |
| バイオレットオニール、21           |                                                        |
| メアリーキャサリンウィリアムズ、31 |                                                        |
| ジェニー・ソト、23                 |                                                        |
| リアエバンス、28                   |                                                        |
| ローレンマルケス、30               |                                                        |
| ティファニー・ブレシアーニ、22     | リフキンのピックアップトラックのベッドで見つかった遺体 |
| ニコールホワイト                   | 生き残った                                             |